# Charles A. Hoxie
Charles A. Hoxie (1867 — 1941) é um dos inventores do cinema sonoro, pai da "imagem falante".
Durante sua carreira na General Electric (1912-32) desenvolveu um procedimento de gravação de som em filmes.